# Kanaal van St. Andries
Het Kanaal van St. Andries is een kort kanaal tussen de Maas bij kilometerraai 209 en de Waal bij kilometerraai 926, tussen Sint Andries en Rossum. Hier naderen beide rivieren elkaar zeer dicht.
In het kanaal bevindt zich de sluis St. Andries, waarmee het verschil in waterpeil tussen Waal en Maas overkomen kan worden. Bij deze sluis kruist de N322 het kanaal. Het verval bij de sluis bedraagt in de zomermaanden ongeveer 1,50 meter. Bij extreem hoogwater in de Waal of Maas kunnen er grotere verschillen optreden.

## Geschiedenis
Het kanaal is gesitueerd waar de Waal en de Maas elkaar bijna raken, tussen Rossum en Heerewaarden.
Spaansgezinden hebben het Kanaal van Sint Andries met de bouw van oud Fort Sint-Andries (zij benoemden hun forten vaak naar heiligen, en hiermee kwam ook het Kanaal aan zijn naam) tijdens de Tachtigjarige Oorlog in 1599 gegraven. Het werd oorspronkelijk Schanse Gat genoemd. Er waren toen nog twee andere natuurlijke verbindingen, het Gat van Heerewaarden en het Voornse gat, wat lag tussen de Heerewaarden en Dreumel, waar eerder door de Staatsen het Fort de Voorne gebouwd is.
In 1859 werd het Kanaal van Sint Andries afgesloten door de Heerewaardense Afsluitdijk. Toen heeft men er de schutsluis ingebouwd om doorvaart mogelijk te houden ondanks het peilverschil in de rivieren. Jan Abel Adriaan Waldorp was de ingenieur die leiding gaf aan de afsluiting bij Sint Andries en de bouw van de bijbehorende sluis in 1856. Misschien om het gewicht van die onderneming te benadrukken, ontwierp hij vier monumentale trappen aan weerszijden van de sluiskolk. 
Nadat er diverse werkzaamheden aan de Maas werden verricht, waaronder de Maaskanalisatie (1931-1937) die bestond in het afsnijden van rivierbochten, verbeterde de afwatering van de Maas en kwam de bestaande schutsluis regelmatig droog te liggen. Men heeft toen een nieuw Kanaal van Sint Andries gegraven vanuit de nieuwe Maasbedding en door de oude Maasbedding. Dat is het huidige kanaal.